# Оцет
Оцетът е кисела на вкус течност, получена при окисляване на етанола във вино, бира, ферментирал плодов сок или почти всяка друга течност, съдържаща алкохол. Оцет може да се произведе и от определени бактерии, които действат направо в захарно-водни разтвори, без междинно преобразуване в етанол (виж оцетна киселина).

## Производство
В по-общ вид биохимичната реакция при окисляването на етанол до оцетна киселина е следната:
C2H5OH + O2 →(УКБ)→ CH3COOH + H2O + 493 kJ/mol
Етапите на окисляване на етанола до оцетна киселина могат да бъдат представени със следните реакции:
1. Реакцията за получаване на ацетилдехид от етанол се катализира със специфичен ензим – алкохолдехидрогеназа, свързана с НАд или НАдф:
CH3-CH2-OH →(НАд или НАдф)→ CH3-CH=O + 2 H+
2. Получаване на хидрати на ацетилдехид:
CH3-CH=O + H2O →(НАд.H2 или НАдф.H2)→ CH3-CH-(OH)2
3. Получаване на оцетна киселина от хидратите на ацетилдехида. Реакцията се катализира с алкохолдехидрогеназа:
CH3-CH-(OH)2 + 1/2 O2 →(КоА)→ CH3-CO-OH + 2 H+ + 2 e
4. Пренос на електрони:
4 H+ + 4 e + O2 →(система от цитохроми, хинони и флавопротеини)→ 2 H2O

## Употреба

### Почистване
Белият оцет често се използва като домакински почистващ препарат. В повечето случаи се препоръчва разреждане с вода от съображения за безопасност и за избягване на увреждане на повърхностите, които ще се почистват. Тъй като е кисел, той може да разтвори минерални отлагания върху гладки повърхности, като прозорци и огледала, и е отличен за премахване на миризми. Оцетът може да се използва за почистване на отложена мръсотия върху определен тип метални повърхности – мед, месинг, бронз или сребро, както и на пластмасови изделия – напр. ленти за ценови етикети.